# 里老乡
里老乡，是中华人民共和国河北省衡水市故城县下辖的一个乡镇级行政单位。

## 行政区划
里老乡下辖以下地区：
前里老村、后里老村、西小屯村、焦庄村、皮婆屯村、刘庄村、良庄村、前赵鲁村、后赵鲁村、小马坊村、二南庄村、大马坊村、寒下村、李鸭鹅村、刘鸭鹅村、周鸭鹅村、朴庄村、赵鲁屯村和林场村。